# Sergio Algozzino
Sergio Algozzino (Palermo, 23 novembre 1978) è un fumettista italiano.

## Biografia
Nato a Palermo, inizia nel 2000 la sua attività di autore completo sulla rivista a fumetti di Piccoli brividi della Panini Comics per poi, dal 2004, collaborare con Red Whale sia come disegnatore che come colorista o supervisore, su serie come Monster Allergy e Geronimo Stilton. Sempre nel 2004, insieme ai testi di Manlio Mattaliano e i colori di Cecilia Giumento, inizia a disegnare Spider Gek, striscia a fumetti che compare sugli albi mensili dell'Uomo Ragno editi dalla Panini fino al 2017. Dal 2006 al 2009 pubblica ogni mese, sul Lanfeust Mag della Soleil Edition, le strip di Epictete scritte da Guillaume Bianco. Nel 2009 esce in Francia il volume monografico di Epictete, che nel 2010 viene premiato a La Nuit Du Livre come miglior prodotto editoriale.
Nel 2007 pubblica in Francia la sua prima graphic novel, Pluie d'été, edita da Les Humanoïdes Associés. Nel 2008 scrive e disegna Ballata per Fabrizio De André, volume edito da Beccogiallo che omaggia il grande cantautore genovese, mettendo in scena molti personaggi delle sue canzoni, da La canzone di Marinella a La guerra di Piero, dal Giudice a Il testamento di Tito. Nel 2012 esce la nuova edizione del libro, riveduta, corretta e interamente a colori. Fra il 2008 e il 2009 pubblica per la 001 Edizioni le sue graphic novel Pioggia d'estate e Comix Show. Dal 2010 al 2011 scrive e disegna la strip L'Étranger per il Lanfeust Mag della Soleil Edition.
Nel 2012 esce il volume Hellzarockin’ per la Tunué, scritto da Gianluca Morozzi e disegnato da Giulia Sagramola, Michele Petrucci, Jacopo Vecchio, Bianca Bagnarelli. Algozzino disegna l'episodio dedicato a Ozzy Osbourne. Nel 2013 illustra la cover dell'album musicale Banda larga del duo Musica Nuda. Sempre nel 2013, scrive e disegna Dieci Giorni da Beatle, fumetto ispirato alla vita di Jimmy Nicol, batterista inglese che ha sostituito Ringo Starr per dieci giorni durante il tour mondiale dei Beatles del 1964. Il volume è edito da Tunué. Nello stesso anno collabora con la nuova versione di Splatter, disegnando una storia le e le strip di Speidi, in coppia con Paolo D'Orazio. Nel 2014 esce la graphic novel Memorie a 8bit, che accorpa e modifica il precedente Pioggia d'estate con molte pagine nuove, edito da Tunué, vincitore nel 2015 del premio come Miglior Fumetto di Scuola Italiana, a Romics. 
Nel 2016, sempre per Tunuè, scrive e disegna Storie di un'Attesa, libro a fumetti da lui stesso definito come "Il Sabato del Villaggio palermitano". Nel 2017 è pubblicata la sua prima prova da sceneggiatore con la graphic novel Il Piccolo Caronte, disegnata da Deborah Allo, a cui è seguita nel 2019 (sempre in coppia con la stessa disegnatrice) Myrna e il Tocco della Morte. Nel 2019 disegna Nellie Bly sui testi di Luciana Cimino, edito da Tunué, che racconta la vita della famosa reporter, opera già tradotta negli Stati Uniti, Francia, Spagna e Russia.
Dal 2020 inizia la sua collaborazione mensile con la storica rivista linus, sotto la direzione artistica di Igort, firmando due copertine nello stesso anno e pubblicando numerose storie a fumetti e illustrazioni. La copertina dedicata a Stephen King verrà premiata dall'Associazione Bergomix come migliore Copertina dell'anno. Nel 2024, disegnerà anche la copertina dedicata alla scomparsa di Akira Toriyama.
Nel 2021 esce la graphic novel La Fabbrica Onirica del Suono, scritta e disegnata da Algozzino per Feltrinelli Comics.
Nel 2023 esce Crossroad Comics, libro da lui interamente scritto e disegnato, edito da Oblomov Edizioni.
Sempre nel 2023, firma il manifesto per Lucca Collezionando, evento primaverile organizzato da Lucca Comics & Games.
Dal 2016 ha iniziato a collaborare con la Sergio Bonelli Editore per Dylan Dog, inizialmente soltanto come colorista sulle pagine del Dylan Dog Color Fest, con cui ha vinto anche un Premio Boscarato come Miglior Colorista dell'anno per Lo Scuotibare, scritto da Giovanni Masi e disegnato da Giorgio Pontrelli, successivamente anche come disegnatore. Nel 2020, esce infatti il primo numero della miniserie I mostri sono loro con Daryl Zed, della quale Algozzino si occupa interamente della colorazione delle storie e della realizzazione delle quarte di copertina, che lo vedono anche come sceneggiatore e disegnatore, per poi disegnare delle sequenze nei numeri 5, 12 e 17 della serie Dylan Dog Old Boy. Nel novembre del 2024 esce la sua prima storia completa per il personaggio (testi, disegni e colori) all'interno del Dylan Dog Color Fest 51. Nel maggio del 2025 è in edicola "A prova di Morte", con la sceneggiatura della curatrice del personaggio, Barbara Baraldi.
Con uno stile ulteriormente diverso, collabora dal 2021 con la Walt Disney Company e Pixar Animation per una serie di volumi ispirati ad alcuni film di animazione da loro prodotti, come Turning Red e Inside Out.
Come colorista, oltre che Monster Allergy, ha colorato e coordinato il colore delle miniserie X-Campus e Young Strange (Marvel Comics/Red Whale/Panini Comics), ha colorato numerose copertine della ristampa integrale dei fumetti EC Comics (001 Edizioni) e, dal 2013 al 2015, ha coordinato la colorazione per la ristampa di Magicovento (Sergio Bonelli Editore/Panini Comics). Per Etna Comics (Festival in cui Algozzino è presente anche nello Staff organizzativo) colora il manifesto dell'edizione del 2014, disegnato da Leo Ortolani, quello del 2015, disegnato da Don Alemanno e quello del 2016, disegnato da Claudio Villa.
Ha prodotto personalmente tre ArtBook: IN*VOLO (2018), Vintage (2019), Artbook 1 (2024) e Artbook 2 (2025).
Insegna alla Scuola Internazionale di Comics di Pescara, e ha insegnato per undici anni alla Scuola del Fumetto di Palermo e successivamente alla Scuola romana dei fumetti e alla Scuola Internazionale di Comics di Roma.  
Collabora attivamente, con ruoli diversi, all'organizzazione di molti Festival di settore: Etna Comics (gestendo principalmente l'Area Talent Scout, dedicata ai colloqui professionali), Romics (per cui gestisce l'Artist Alley) e Riminicomix (per il Cartoon Club di Rimini, per cui si occupa di diversi incontri ed eventi musicali oltre che delle attività didattiche). 
Nel 2003 fonda il GruppoTrinacria e, nel 2006, il portale didattico Kinart. Parallelamente alla sua attività di fumettista, affianca quella di musicista e Youtuber: suo è il progetto di Una Canzone al Giorno, un canale YouTube in cui, per tutto il 2012, ha registrato e pubblicato un video al giorno, con ben 366 video (in quanto anno bisestile), più diversi extra. Il canale ha subito un drastico cambiamento di contenuti e genere a partire dal 2015, cambiando nome in Memorie a 8bit, ispirato al suo libro a fumetti, parlando di Cartoni Animati e Sigle e intervistando moltissimi protagonisti di quel settore. 
Nel 2021 ha prodotto musicalmente Per un pugno di sigle, album interamente cantato da Douglas Meakin, storica voce dei Rocking Horse e Superobots e di sigle come Candy Candy, Il Grande Mazinga, Lalabel, Sampei e molte altre. Il disco è stato stampato dalla ARC sia in CD che in vinile.

## Opere principali
- Tutt'a un tratto. Una storia della linea nel fumetto, 2005, Tunuè editore.
- Pluie d'été, 2007, Les Humanoïdes Associés. 
  - In italiano: Pioggia d'estate, 2008, 001 Edizioni.
- Ballata per Fabrizio De André, 2008, pubblicato dalle Edizioni BeccoGiallo.
  - Riedizione a colori: Ballata per Fabrizio De André, 2012, Edizioni BeccoGiallo.
  - Riedizione ampliata: Ballata per Fabrizio De André, 2022, Edizioni BeccoGiallo.
- Comix Show, 2009, 001 Edizioni.
- Epictete, 2009, Soleil Edition.
- Hellzarockin’, 2012, Tunuè editore.
- Dieci Giorni da Beatle, 2013, Tunuè editore.
- Memorie a 8bit, 2014, Tunuè editore.
- Storie di un'attesa, 2016, Tunuè editore.
- Il Piccolo Caronte, 2017, Tunuè editore.
- Memorie a 8bit (riedizione), 2017, Tunuè editore.
- IN*VOLO, 2018, SAC.
- Diario Semiserio di un Fumettista, 2018, SAC.
- Vintage, 2019, SAC.
- Myrna e il tocco della Morte, 2019, Tunuè editore.
- Nellie Bly, 2019, Tunuè editore.
- La Fabbrica Onirica del Suono, 2021, LaFeltrinelli Comics.
- Per un pugno di sigle, 2021, ARC.
- Crossroad Comics, 2023, Oblomov Edizioni.
- Artbook 1, 2024, SAC.
- Artbook 2, 2025, SAC.